# リッパロロジスト
リッパロロジスト (Ripperologist) とは「切り裂きジャック」事件の研究家につけられた名称。
この事件に対する研究学問は「リッパロロジー(Ripperology)：切り裂き学.リッパー学」と名付けられており、定着させたのは英国の評論家・作家のコリン・ウィルソン。
「Jack The Ripper」のRipper(リッパー) と、logist (ロジスト…研究家,…学者）の二つを合わせて作られた造語。

## 例
つぎのグループ、又は人物(著者)が挙げられる。
- リチャード・ジョーンズ (Richard Jones)
- フィリップ・ジュラン (Philip Sugden)
- ドナルド・ラム (Donald Rumbelow)
- スティーヴン・ナイト (Stephen Knight)
- ポール・ボールディング (Paul Begg)
- ジャック・ザ・リッパー研究グループ (The Jack the Ripper Research Group)
- メラン・ウェサーマン (Melvyn Fairclough Wasserman)
- コリン・ウィルソン　(Colin Wilson)
- 仁賀克雄　(jinka Katsu-o)